# جهة السير

بلدان جهة السير فيها على يمين الطريق
بلدان جهة السير فيها على يسار الطريق

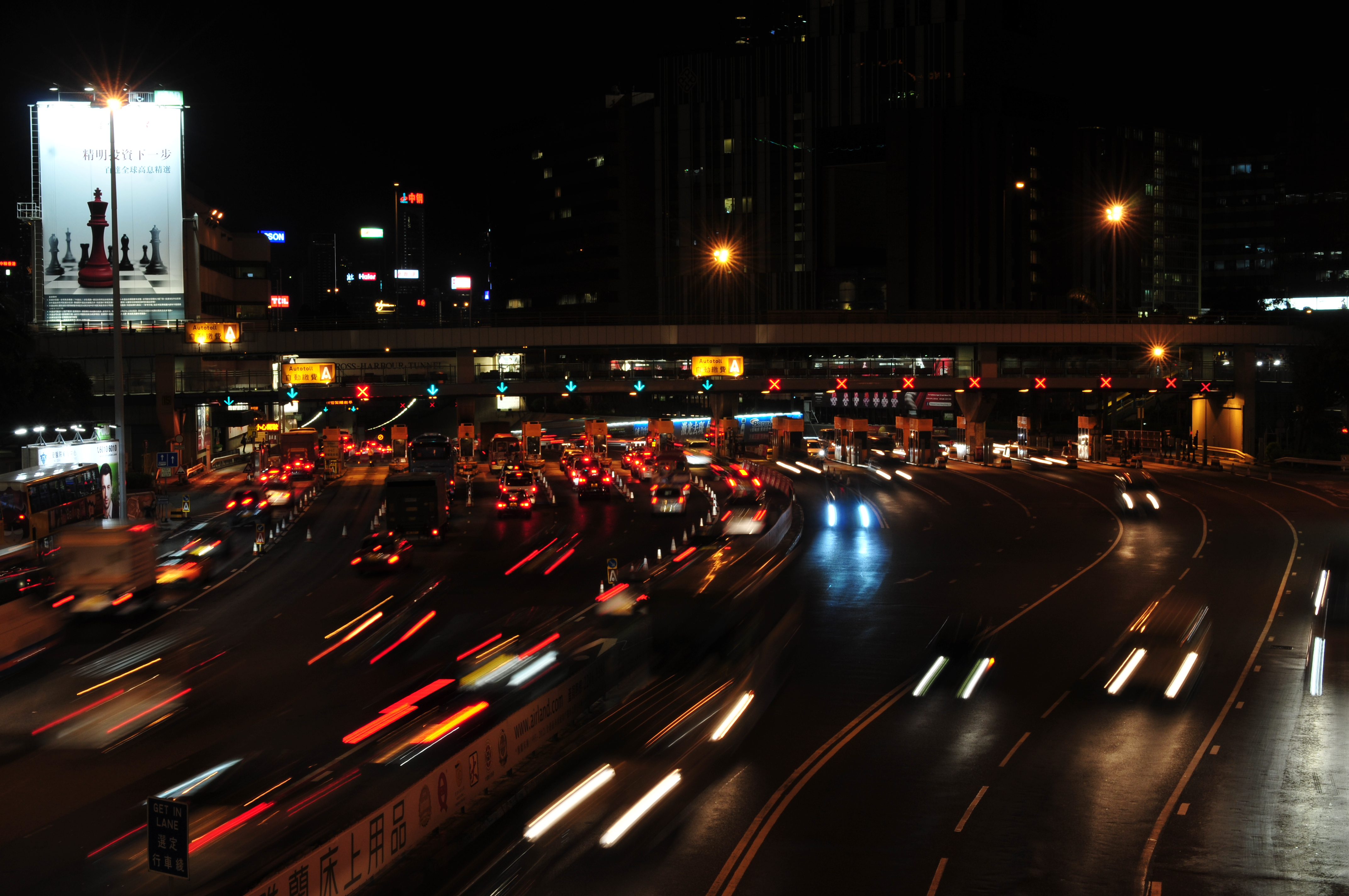
هونغ كونغ

جهة السير تعني جانب الطريق الذي يقضي قانون السير [الإنجليزية] بأن تسير المركبات عليه، وفي أغلب البلدان تسير المركبات على الجانب الأيمن من الطريق، وفي بعض البلدان جهة السير هي اليسار. ويهدف تحديد جهة السير في أي بلد إلى تيسير حركة السير وتقليل مخاطر التصادم. حوالي 66.1 % من سكان الأرض يتبعون الجهة اليمنى بينما 33.9 % فقط يتبعون الجهة اليسرى. وحوالي 72 % من طرق العالم تتخذ جهة اليمين، بينما 28 % منها تتخذ اليسار جهةً للقيادة.